# Fukuchilite
La fukuchilite è un minerale.